# 中国共産党第一次全国代表大会
中国共産党第一次全国代表大会（ちゅうごくきょうさんとうだいいちじぜんこくだいひょうたいかい）は、1921年7月23日から7月31日まで開催された中国共産党の設立会議。中共一全会議、一全大会、結党大会、第一回党大会などとも呼ばれる。

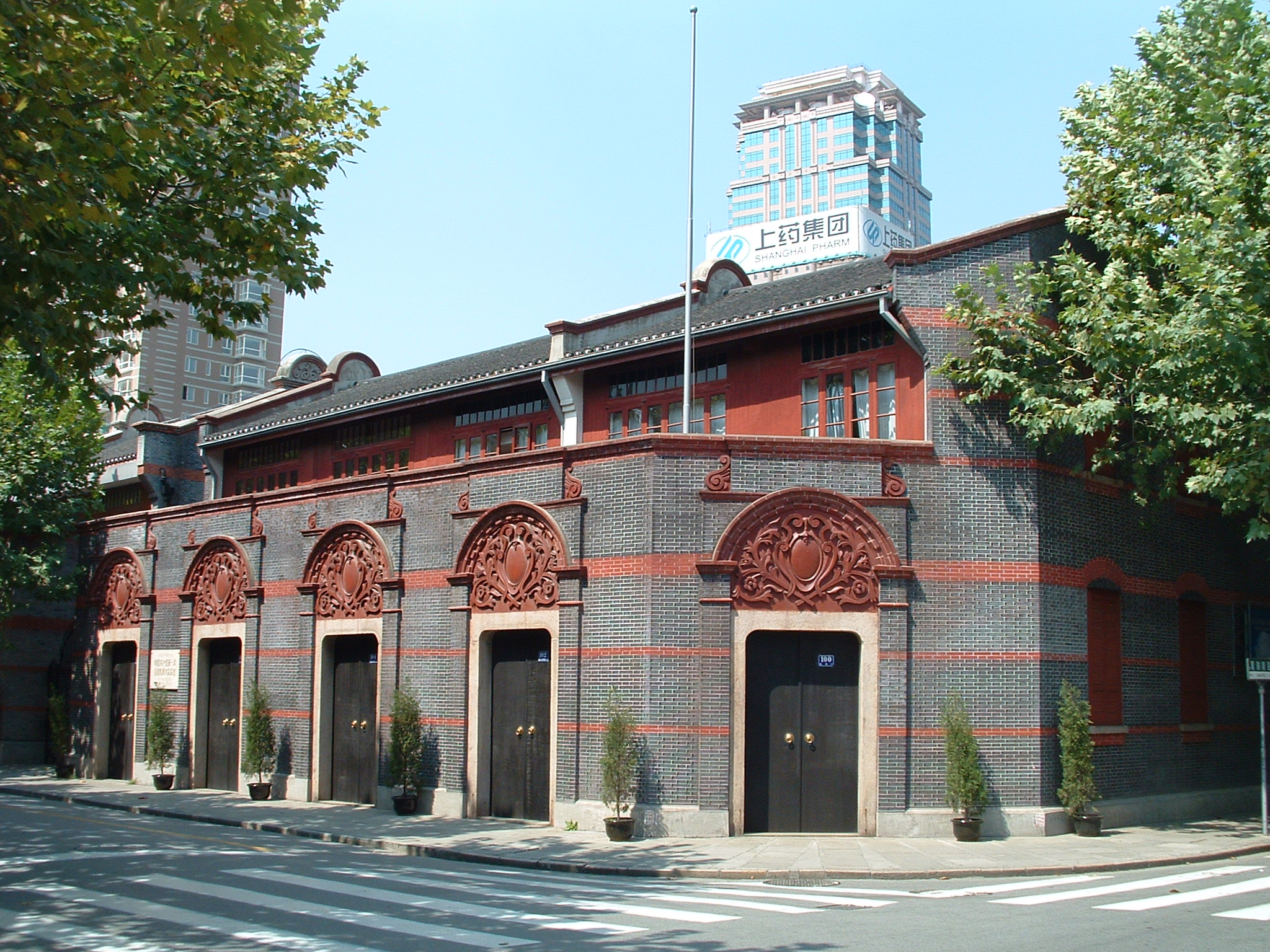
上海市の一大会址博物館・左から2番目の扉が会場の旧李漢俊宅

## 出席者
各省の代表者13名、コミンテルン代表の2名が出席した。
- 上海代表：李漢俊（東京帝国大学出身）、李達(zh)（東京帝国大学出身）
- 広州代表：陳公博、包恵僧(zh)
- 北京代表：張国燾、劉仁静(zh)
- 武漢代表：陳潭秋、董必武（日本大学出身）
- 長沙代表：毛沢東、何叔衡
- 済南代表：鄧恩銘、王尽美
- 留日代表：周仏海（京都帝国大学出身）
- コミンテルン代表：マーリン、ニコリスキー

党の発起メンバーである陳独秀（成城学校出身）と譚平山は広州、李大釗（早稲田大学出身）は北京、沈玄廬（日本留学組）はモスクワにおり、また邵力子は上海で病臥しており、陳独秀らとともに中国共産主義青年団の前身を結成した戴季陶（日本大学出身）は出席しなかった。

## 開催日時と場所
1921年7月23日から7月31日、上海市のフランス租界内の望志路106号（現在の興業路76号）にあった李漢俊の自宅（その兄の李書城の自宅でもある）にて行われた。しかし、この会議は密告によりフランス租界警察の知るところとなり、7月30日夜に李漢俊宅がフランス租界警察の警官の捜索を受けたため、引き続きこの場所で会議を続けることは危険であるとの判断から、7月31日に浙江省嘉興市の南湖に浮かぶ船上に場所を移して最終日の会議が行われた。

## 議決事項
党の基本任務・民主集中制等の組織原則と規律等を規定した中国共産党綱領が定められた。また、役員選挙により、以下のようになった。
- 委員長　陳独秀
- 副委員長　周仏海
- 組織部長　張国燾
- 宣伝部長　李達
- 広東特派員　包恵僧
- 長江特派員　周仏海
- 日本特派員　張太雷
- 北方特派員　劉仁静

## 創立党員
中国共産党の創立党員（一全大会開催時の党員）は、57名とも50数名とも言われているが、現在までのところ、その正確な数字は明らかになっていない。ただし、以下の者が創立党員であることは判明している。
- 広州・広東：陳公博、包恵僧、譚平山、譚植棠、譚天度、袁振英、沈玄廬（沈定一）、李季
- 上海：陳独秀、李漢俊（李人傑）、李達（李鶴鳴）、兪秀松、王仲甫（王重輔）、沈雁冰（茅盾）、邵力子、陳望道
- 北京：張国燾、劉仁静、李大釗、鄧中夏、羅章龍
- 武漢・湖北：董必武、陳潭秋、惲代英、劉伯垂、張国恩、鄭凱卿
- 長沙・湖南：毛沢東、何叔衡、彭璜
- 済南・山東：王尽美、鄧恩銘
- 日本滞在：周仏海、施存統
- パリ滞在：張申府、劉清揚、陳公培（陳善基・呉明）、周恩来、李立三、蔡和森、蔡暢、向警予

- （注）戴季陶は、一全大会前に共産党的活動から離れている。

## その他
- 一全大会に出席した党員で中華人民共和国建国まで生き残り、かつ、死ぬまで中国共産党内での名誉を保ちつづけた者は毛沢東と董必武のみとされる[2]。
- 一全大会の会場周辺は、現在はフランス租界時代の建物を復元した『新天地』とよばれる上海でも有数の観光客向けのショッピング街として整備されている。
- 2010年時点では最終会議を開いた南湖のほとりに屋形船が再現されて「中国共産党一全大会」として観光名所となっている[3]。李書城・李漢俊兄弟の自宅を修復した記念館には当時の様子を再現するために参加者を模した十五体の蝋人形が据えられており、毛沢東が立って片手をあげて演説をしているのを全員が聞いているという配置となっている[4]。13人の中国の代表をかたどった蝋人形には各人の子孫が所有していた顔写真を参考し製作され、コミンテルン代表のマーリンの顔写真もあって再現されたが、ニコリスキーの顔写真はどこを探しても見当たらなかったため、かつて中国で共産党の結成を題材にして製作されたテレビドラマでニコリスキー役を演じた外国人俳優の顔写真をそのまま流用して作られている[4]。